# Miami Ink
Miami Ink is een Amerikaans realityprogramma over de dagelijkse bezigheden in een tatoeagestudio in Miami Beach. Het programma werd voor het eerst uitgezonden in juli 2005 en liep tot 2008. Het programma heeft geleid tot diverse spin-offs, zoals LA Ink en London Ink. De programma's werden in de Verenigde Staten uitgezonden op TLC, in België Nederland op Discovery Channel.

## Geschiedenis
De tatoeagestudio, die aanvankelijk 305 Ink heette – waarbij 305 refereert aan het netnummer van Miami – werd voordat het programma van start ging geëxploiteerd door tatoeëerders Ami James en Chris Núñez, bijgestaan door enkele medewerkers. Een van de medewerkers keerde na vier seizoenen terug naar Los Angeles, waar ze in augustus 2007 haar eigen televisieprogramma LA Ink begon. Een ander afgeleid programma is London Ink, dat in september 2007 in première ging.
Elke aflevering laat verschillende klanten zien, met hun verhalen en motivatie voor het kiezen en laten zetten van een tatoeage. Daaromheen wordt gekeken naar het persoonlijke leven van de verschillende tatoeëerders.
In het vierde seizoen legden James en Núñez een aanbieding naast zich neer om nog meer afleveringen op te nemen, omdat zij niet gelukkig waren met de manier waarop zij werden behandeld. Zij openden een nieuwe tatoeagestudio, genaamd Love Hate Tattoo.